# Montserrat Giné
Montserrat Giné és una arquitecta catalana. És presidenta de la demarcació de Lleida del COAC. La seva activitat s'ha centrat en l'àmbit de l'urbanisme i el planejament municipal. Alguns dels treballs que ha dut a terme recentment són la coordinació del pla de rehabilitació del centre històric de Balaguer, el projecte d'urbanització corresponent a l'àrea residencial Pi i Margall de Palafrugell o la redacció de la proposta d'urbanització del Parc Científic i Tecnològic Agroalimentari de Lleida. És membre del consell de redacció de la revista Debats d'Arquitectura i Urbanisme.